# Educação informal

## O Conceito de Educação
A  Educação abrange os processos formativos que se desenvolvem na vida familiar, na convivência humana, no trabalho, nas instituições de ensino e de pesquisa, nos movimentos sociais e organizações da sociedade civil e nas manifestações culturais.
Segundo Vygotsky (2002), o aluno inicia seu aprendizado muito antes de chegar à escola, mas o aprendizado escolar vai introduzir elementos novos para o seu desenvolvimento. A aprendizagem é um processo contínuo e a educação é caracterizada por saltos qualitativos de um nível de aprendizagem a outro. Assim, pode-se considerar que o desenvolvimento e a aprendizagem estão inter-relacionados desde o momento do nascimento. Portanto, o meio físico ou social influencia no aprendizado das pessoas de modo que chegam às escolas com uma série de conhecimentos, sendo a sala de aula o local onde a criança desenvolverá esses conhecimentos. 